# Skellebjerg
Skellebjerg – miasto w Danii, w regionie Zelandia, w gminie Sorø.